# Drážďanský zámek
Drážďanský zámek (německy: Dresdner Schloss nebo Dresdner Residenzschloss) je jednou z nejstarších dochovaných budov v německém městě Drážďany. Stojí na místě románské tvrze postavené kolem roku 1200. Z ní ale nezbylo takřka nic, po velkém požáru v roce 1701 přestavěl August II. Silný velkou část hradu v barokním slohu. Ten je stále dominantní, spolu s novorenesančním stylem, který stavbě dala velká přestavba v roce 1914. Zámek byl sídlem saských kurfiřtů (1547–1806), saských králů (1806–1918) a též polských králů (1697–1763). Za druhé světové války byl poškozen bombardováním, ale sbírky se podařilo zachránit. V 60. letech začaly opravy, které probíhají dosud. Zámek je dnes muzejním komplexem, jehož součástí je klenotnice Grünes Gewölbe, Kabinet mincí, Grafický kabinet, Zbrojnice i knihovna a centrála Státních uměleckých sbírek Drážďany.